# Чуприна Михайло Степанович
Чуприна Михайло Степанович (11 листопада 1924, с. Гнилуша (тепер с. Лебедівка Козелецького р-ну) Чернігівської області — †2 червня 2000, Чернігів) — український історик і краєзнавець Чернігівщини другої половини ХХ століття.

## Біографія
Народився у селі Гнилуша (тепер с. Лебедівка Козелецького району) Чернігівської області у родині селянина-середняка. З 1949 року працював на посаді вчителя в рідному селі. У 1950 році він закінчив Чернігівський учительський інститут, а у 1953 році — Ніжинський педагогічний інститут за спеціальністю «історія». Навчався заочно, бо у 1951 році його призвали до Збройних Сил СРСР. Після демобілізації працював у Чернігівському обласному відділі народної освіти на посаді інспектора, а згодом заступником завідувача. У 1963 році став директором Інституту удосконалення вчителів [Архівовано 1 квітня 2022 у Wayback Machine.], очолював цей заклад 11 років. У 1971 році успішно закінчив заочну аспірантуру Київського державного педагогічного інституту ім. О. М. Горького і у травні 1972 року захистив кандидатську дисертацію Тема:Партийная, государственная и военная деятельность Ю. М. Коцюбинского. У 1973 році стає старшим викладачем історичного факультету Чернігівського педагогічного інституту. Усе його подальше життя пов'язане з цим навчальним закладом, де у 1979 році отримав звання доцента. Працюючи в педагогічному інституті, розробив курс лекцій з історії Чернігівщини. Як досвідчений викладач, він прагнув залучити до краєзнавчих знань не тільки студентів, а й молодих вчителів. Брав активну участь у громадському житті: читав лекції по лінії обласного товариства «Знання», часто виступав у пресі зі статтями на поточні теми, цікаві для широкого загалу. Є одним із авторів чернігівського тому «Історії міст сіл Української РСР» у 26 томах. Разом з іншими дослідниками він написав історію Новгород-Сіверщини. Помер у Чернігові 2 червня 2000 року після тяжкої хвороби.

## Праці
- Хрестоматія з історії Чернігівщини / упоряд. М. С. Чуприна, Ю. Я. Сіментов. — Київ: Рад. школа, 1969. — 162 с.
- Архівні багатства [Видання Черніг. облдержархіву] // Десн. правда. — 1977. — 5 січ.
- Участь населення Чернігівщини у Вітчизняній війні 1812 року /Республіканська наукова конференція з історичного краєзнавства: тези доповідей. — Київ, 1980. — С. 95-98.
- Новгород-Северский: очерк // История городов и сел Украинской СССР. Черниговская область. — Київ, 1983. — С. 490—505.
- До питання про переселення селян Чернігівської губернії другої половини ХІХ — початку ХХ ст. // Третя республіканська наукова конференція з історичного краєзнавства: тези доп. — Київ, 1984. — С. 243—244.
- Участие населения Черниговщины в борьбе против шведских интервентов в начале XVIII в. // Научная конференция (1984, Полтава): тезисы докл. и сообщении науч. конф., посвященной 275-летию Полтавской битвы (26-27 июня 1984 г.). — Полтава, 1984. — С. 25-27.
- З історії земського опозиційного руху на Чернігівщині // Перша Чернігівська обласна наукова конференція з історичного краєзнавства, присвячена XXVII з‘їзду КПРС (груд. 1985 р.): тези. доп. — Чернігів, 1985. — С. 67-69.
- Изучение «Слова о полку Игореве» в системе подготовки учителя истории //Черниговская областная научно-методическая конференция, посвященная 800-летию «Слова о полку Игореве» (май, 1986 г.): тезисы док. — Чернигов, 1986. — Ч. 2. — С. 248—249.
- Праці статистичного відділу Чернігівського земства — як джерело з історії Чернігівщини доби капіталізму // Друга Чернігівська обласна наукова конференція з історичного краєзнавства (груд. 1988 р.): тези.
- Новгород — Северский в период созыва Уложенной комисии 1767 г. // Новгороду -Северскому — 1000 лет: тезисы докл. обл. науч. — практ. конф. (май, 1989 г.). — Чернигов; Новгород-Северский, 1989. — С. 71-72.
- Черниговский пехотный полк в Отечественной войне и заграничных походах русской армии 1813—1814 годов // Декабристские чтения: Материалы межвузовской науч. -практ. конф., посвященной 200-летию со дня рождения С. Г. Волконского и 1000-летию образования г. Василькова (14-16 дек. 1988 г.). — К., 1989. — Вып. ІІ. — С. 30-32.
- Економічний розвиток Сосниці в другій половині XVII ст. // Минуле Сосниці та її околиць. — Чернігів, 1990. — С. 55-56.
- Сумской государственный полк в Отечественной войне 1812 г. и заграничных походах 1813—1814 гг. // Тезисы докладов и сообщений Первой Сумской областной научной историко-краеведческой конференции (5-6 апр. 1990 г.). — Сумы, 1990. — С. 60-62.
- Відображення історії українського козацтва у творчості кобзарів Чернігівщини // V Всеукраїнська конференція: «Розвиток історичного краєзнавства в контексті національного і культурного відродження України» (жовт. 1991): тези доп. і повідомлень. — Київ ; Кам'янець-Подільський, 1991. — С. 116—117.
- З історіїЇ підготовки реформи 1861 р. на Чернігівщині // Питання вітчизняної та зарубіжної історії. — Чернігів, 1991. — С. 26-27.
- Станові вимоги жителів міст Чернігівщини в комісію по складанню Уложення 1767 р. // Проблеми історичного і географічного краєзнавства Чернігівщини. — Чернігів, 1991. — С. 6-8.
- Арендні відносини у сільському господарстві Чернігівщини останньої чверті ХІХ ст. // Тези доповідей міжвузівської науково-практичної конференції. — Чернігів, 1992. — Ч. 3. — С. 127—128.
- Чернігівський колегіум // Інформаційний бюлетень /Комітет науки і культури для зв'язків з українцями за кордоном при АН України. — 1992. — № 2. — С. 86-87.
- Глухів — центр музичної культури та освіти у XVIII ст. // Матеріали Другої Сумської обласної наукової історико — краєзнавчої конференції. — Суми, 1994. — Ч.1. — С. 39-45.
- Участь населення Чернігівщини у війні проти французьких загарбників [1812 р.] // Сіверян. літопис. — 1998. — № 3. — С. 62-71.